# Lokalna samouprava Federacije Bosne i Hercegovine
Lokalna samouprava Federacije Bosne i Hercegovine organizirana je i ostvaruje se u općinama i gradovima kao jedinicama lokalne samouprave, a izvršavaju je tijela lokalne samouprave i građani, u skladu s Ustavom, zakonima i statutom jedinice lokalne samouprave. Općine, odnosno gradovi u Federaciji BiH su monotipskog karaktera, s jednakim ovlaštenjima.
Općina je jedinica lokalne samouprave koja je na osnovi ispunjavanja propisanih uvjeta uspostavljena zakonom. Ona je osnovna jedinica lokalne samouprave u Federaciji BiH. Grad je jedinica lokalne samouprave koja predstavlja urbanu, infrastrukturnu cjelinu povezanu svakodnevnim potrebama stanovništva. Grad se, osim ustavom, uspostavlja federalnim zakonom na osnovi sporazuma o udruživanju dviju ili više općina, odnosno odluke općinskog vijeća općine koja ispunjava propisane uvjete iz zakona, a koja ima najmanje 30 000 stanovnika, odnosno u čijem gradskom središtu kao zaokruženom urbanom području živi najmanje 10 000 stanovnika. Grad u smislu ovog zakona predstavlja sjedište županije i u slučaju neispunjavanja drugih uvjeta iz zakona.
Ustavom iz 1994., općina je bila određena kao jedini oblik samouprave. Amandmanom iz 1996., među oblicima lokalne samouprave navedeni su općina i grad. Dodatnim amandmanom od 1997., posebno je uređen status Grada Sarajeva kao glavnog grada i Grada Mostara. Na snazi je između 1995. i 2006. bio Zakon o lokalnoj samoupravi Federacije BiH. Zakone o lokalnoj samoupravi usvojile su i županije, dok je Federacija BiH usvojila novi Zakon o principima lokalne samouprave. Novim zakonskim promjenama prihvaćeno je moderno shvaćanje lokalne samouprave kao prava lokalnih tijela da upravljaju dijelom lokalnih poslova u interesu lokalnog stanovništva; u monotipnu strukturu, pored općine, uveden je i grad kao jedinica lokalne samouprave; proširene su nadležnosti općine; i promijenjen je način izbora načelnika, koji se od usvajanja novog zakona bira neposredno, a ne posredno putem općinskog vijeća.

## Popis općina i gradova po županijama

### Unsko-sanska županija
Unsko-sanska županija ima tri grada i pet općina.
| #  | općina/grad              | grb | sjedište          | stanovništvo | st./km2 | površinakm2 | brojnaselja | načelnik/gradonačelnik | stranka |
| -- | ------------------------ | --- | ----------------- | ------------ | ------- | ----------- | ----------- | ---------------------- | ------- |
| 1. | Grad Bihać               |     | Bihać             | 61.186       | 67,98   | 900         | 59          | Elvedin Sedić          | POMAK   |
| 2. | Grad Cazin               |     | Cazin             | 69.411       | 196,3   | 353,6       | 54          | Nermin Ogrešević       | NES     |
| 3. | Općina Velika Kladuša    |     | Velika Kladuša    | 44.770       | 135,26  | 331         | 49          | Fikret Abdić           | LS BiH  |
| 4. | Općina Bužim             |     | Bužim             | 20.298       | 157,35  | 129         | 7           | Mersudin Nanić         | SDA     |
| 5. | Grad Bosanska Krupa      |     | Bosanska Krupa    | 29.659       | 52,87   | 561         | 37          | Armin Halitović        | SDP BiH |
| 6. | Općina Bosanski Petrovac |     | Bosanski Petrovac | 7.946        | 11,21   | 709         | 35          | Mahmut Jukić           | SDA     |
| 7. | Općina Ključ             |     | Ključ             | 18.714       | 52,27   | 358         | 41          | Nedžad Zukanović       | SDP BiH |
| 8. | Općina Sanski Most       |     | Sanski Most       | 47.359       | 60,64   | 781         | 67          | Faris Hasanbegović     | SDA     |

### Županija Posavska
Županija Posavska ima jedan grad i dvije općine.
| #  | općina/grad             | grb | sjedište         | stanovništvo | st./km2 | površinakm2 | brojnaselja | načelnik/gradonačelnik | stranka |
| -- | ----------------------- | --- | ---------------- | ------------ | ------- | ----------- | ----------- | ---------------------- | ------- |
| 1. | Općina Domaljevac-Šamac |     | Domaljevac-Šamac | 5.216        | 117,48  | 44,4        | 6           | Stjepan Piljić         | HDZ BiH |
| 2. | Općina Odžak            |     | Odžak            | 21.289       | 134,4   | 158,4       | 14          | Nada Ćulap             | HDZ BiH |
| 3. | Grad Orašje             |     | Orašje           | 21.584       | 177,21  | 121,8       | 14          | Marijan Oršolić        | HDZ BiH |

### Tuzlanska županija
Tuzlanska županija ima šest gradova i sedam općina.
| #   | općina/grad        | grb | sjedište    | stanovništvo | st./km2 | površinakm2 | brojnaselja | načelink/gradonačelnik | stranka |
| --- | ------------------ | --- | ----------- | ------------ | ------- | ----------- | ----------- | ---------------------- | ------- |
| 1.  | Općina Banovići    |     | Banovići    | 23.431       | 126,65  | 185         | 20          | Bego Gutić             | SDA     |
| 2.  | Grad Gradačac      |     | Gradačac    | 41.836       | 191,91  | 218         | 34          | Edis Dervišagić        | SDP BiH |
| 3.  | Općina Kladanj     |     | Kladanj     | 13.041       | 39,4    | 331         | 48          | Jusuf Čavkunović       | PDA     |
| 4.  | Grad Lukavac       |     | Lukavac     | 46.731       | 138,67  | 337         | 44          | Edin Delić             | SD BiH  |
| 5.  | Grad Srebrenik     |     | Srebrenik   | 42.762       | 172,43  | 248         | 49          | Adnan Bjelić           | NiP     |
| 6.  | Grad Tuzla         |     | Tuzla       | 120.441      | 409,66  | 294         | 66          | Zijad Lugavić          | SDP BiH |
| 7.  | Grad Živinice      |     | Živinice    | 61.201       | 210,31  | 291         | 29          | Began Muhić            | SDA     |
| 8.  | Općina Čelić       |     | Čelić       | 12.083       | 86,31   | 140         | 20          | Admir Hrustanović      | SBiH    |
| 9.  | Općina Doboj Istok |     | Doboj Istok | 10.866       | 265,02  | 41          | 6           | Kemal Bratić           | SDA     |
| 10. | Općina Sapna       |     | Sapna       | 12.136       | 102,85  | 118         | 13          | Zudin Mahmutović       | SDA     |
| 11. | Općina Teočak      |     | Teočak      | 7.607        | 262,31  | 29          | 10          | Tajib Muminović        | SDA     |
| 12. | Grad Gračanica     |     | Gračanica   | 48.395       | 224,05  | 216         | 23          | Nusret Helić           | SDP BiH |
| 13. | Općina Kalesija    |     | Kalesija    | 36.748       | 182,83  | 201         | 28          | Sead Džafić            | SDA     |

### Zeničko-dobojska županija
Zeničko-dobojska županija ima tri grada i devet općina.
| #   | općina/grad      | grb | sjedište   | stanovništvo | st./km2 | površinakm2 | brojnaselja | načelnik/gradonačelnik | stranka |
| --- | ---------------- | --- | ---------- | ------------ | ------- | ----------- | ----------- | ---------------------- | ------- |
| 1.  | Općina Breza     |     | Breza      | 14.564       | 199,78  | 72,9        | 28          | Vedad Jusić            | SDA     |
| 2.  | Općina Kakanj    |     | Kakanj     | 38.937       | 103,28  | 377         | 106         | Mirnes Bajtarević      | SDA     |
| 3.  | Općina Maglaj    |     | Maglaj     | 24.980       | 99,13   | 252         | 40          | Mirsad Mahmutagić      | SDP BiH |
| 4.  | Općina Olovo     |     | Olovo      | 10.578       | 25,94   | 407,8       | 45          | Đemal Memagić          | SDA     |
| 5.  | Općina Tešanj    |     | Tešanj     | 46.135       | 253,93  | 155,9       | 41          | Suad Huskić            | SDA     |
| 6.  | Općina Vareš     |     | Vareš      | 9.556        | 24,5    | 390,1       | 85          | Zdravko Marošević      | HDS     |
| 7.  | Grad Visoko      |     | Visoko     | 41.352       | 179,17  | 230,8       | 88          | Mirza Ganić            | SDA     |
| 8.  | Grad Zavidovići  |     | Zavidovići | 40.272       | 72,43   | 556         | 47          | Hašim Mujanović        | SN      |
| 9.  | Grad Zenica      |     | Zenica     | 115.134      | 206,15  | 558,5       | 83          | Fuad Kasumović         | BHI     |
| 10. | Općina Žepče     |     | Žepče      | 31.582       | 111,99  | 282         | 41          | Mato Zovko             | HDZ BiH |
| 11. | Općina Doboj Jug |     | Doboj Jug  | 4.409        | 432,25  | 10,2        | 2           | Mirnes Tukić           | SDA     |
| 12. | Općina Usora     |     | Usora      | 7.568        | 151,97  | 49,8        | 13          | Zvonimir Anđelić       | HDZ BiH |

### Bosansko-podrinjska županija Goražde
Bosansko-podrinjska županija Goražde ima jedan grad i dvije općine.
| #  | općina/grad            | grb | sjedište        | stanovništvo | st./km2 | površinakm2 | brojnaselja | načelnik/gradonačelnik | stranka  |
| -- | ---------------------- | --- | --------------- | ------------ | ------- | ----------- | ----------- | ---------------------- | -------- |
| 1. | Općina Foča-Ustikolina |     | Foča-Ustikolina | 2.213        | 13,06   | 169,4       | 32          | Mujo Sofradžija        | neovisni |
| 2. | Grad Goražde           |     | Goražde         | 22.080       | 88,75   | 248,8       | 144         | Ernest Imamović        | SDP BiH  |
| 3. | Općina Pale-Prača      |     | Pale-Prača      | 1.043        | 12,07   | 86,4        | 15          | Almin Ćutuk            | SDA      |

### Županija Središnja Bosna
Županija Središnja Bosna ima dvanaest općina.
| #   | općina/grad                  | grb | sjedište              | stanovništvo | st./km2 | površinakm2 | brojnaselja | načelnik/gradonačelnik | stranka  |
| --- | ---------------------------- | --- | --------------------- | ------------ | ------- | ----------- | ----------- | ---------------------- | -------- |
| 1.  | Općina Bugojno               |     | Bugojno               | 34.559       | 95,73   | 361         | 78          | Hasan Ajkunić          | SDA      |
| 2.  | Općina Busovača              |     | Busovača              | 18.488       | 117,01  | 158         | 47          | Asim Mekić             | SDA      |
| 3.  | Općina Donji Vakuf           |     | Donji Vakuf           | 14.739       | 46,06   | 320         | 68          | Huso Sušić             | neovisni |
| 4.  | Općina Fojnica               |     | Fojnica               | 13.047       | 42,64   | 306         | 55          | Sabahudin Klisura      | SDA      |
| 5.  | Općina Gornji Vakuf-Uskoplje |     | Gornji Vakuf-Uskoplje | 22.304       | 55,48   | 402         | 52          | Sead Čaušević          | SDA      |
| 6.  | Općina Kiseljak              |     | Kiseljak              | 21.919       | 132,84  | 165         | 82          | Mladen Mišurić-Ramljak | HDZ BiH  |
| 7.  | Općina Kreševo               |     | Kreševo               | 5.638        | 37,84   | 149         | 27          | Renato Pejak           | HDZ BiH  |
| 8.  | Općina Novi Travnik          |     | Novi Travnik          | 25.107       | 103,75  | 242         | 52          | Stjepan Dujo           | HDZ BiH  |
| 9.  | Općina Travnik               |     | Travnik               | 57.543       | 108,78  | 529         | 90          | Kenan Dautović         | SDA      |
| 10. | Općina Vitez                 |     | Vitez                 | 27.006       | 169,85  | 159         | 34          | Boris Marjanović       | HDZ BiH  |
| 11. | Općina Dobretići             |     | Dobretići             | 2.041        | 34,59   | 59          | 18          | Ivo Čakarić            | HSS SR   |
| 12. | Općina Jajce                 |     | Jajce                 | 30.758       | 90,73   | 339         | 58          | Edin Hozan             | SDA      |

### Hercegovačko-neretvanska županija
Hercegovačko-neretvanska županija ima četiri grada i pet općina.
| #  | općina/grad        | grb | sjedište    | stanovništvo | st./km2 | površinakm2 | brojnaselja | načelnik/gradonačelnik | stranka |
| -- | ------------------ | --- | ----------- | ------------ | ------- | ----------- | ----------- | ---------------------- | ------- |
| 1. | Grad Čapljina      |     | Čapljina    | 28.122       | 109,85  | 256         | 32          | Smiljan Vidić          | HDZ BiH |
| 2. | Općina Čitluk      |     | Čitluk      | 18.552       | 102,5   | 181         | 21          | Marin Radišić          | HDZ BiH |
| 3. | Općina Jablanica   |     | Jablanica   | 10.580       | 35,15   | 301         | 33          | Damir Šabanović        | SDP BiH |
| 4. | Grad Konjic        |     | Konjic      | 26.381       | 22,57   | 1.169       | 168         | Osman Ćatić            | SDA     |
| 5. | Općina Neum        |     | Neum        | 4.960        | 22,04   | 225         | 27          | Dragan Jurković        | HDZ BiH |
| 6. | Općina Prozor-Rama |     | Prozor-Rama | 16.297       | 34,17   | 477         | 56          | Jozo Ivančević         | RNS     |
| 7. | Općina Ravno       |     | Ravno       | 3.328        | 11,64   | 286         | 54          | Andrija Šimunović      | HDZ BiH |
| 8. | Grad Mostar        |     | Mostar      | 113.169      | 96,31   | 1.175       | 60          | Mario Kordić           | HDZ BiH |
| 9. | Grad Stolac        |     | Stolac      | 14.889       | 44,98   | 331         | 26          | Stjepan Bošković       | HDZ BiH |

### Županija Zapadnohercegovačka
Županija Zapadnohercegovačka ima dva grada i dvije općine.
| #  | općina/grad        | grb | sjedište      | stanovništvo | st./km2 | površinakm2 | brojnaselja | načelnik/gradonačelnik | stranka |
| -- | ------------------ | --- | ------------- | ------------ | ------- | ----------- | ----------- | ---------------------- | ------- |
| 1. | Općina Grude       |     | Grude         | 17.865       | 80,91   | 220,8       | 13          | Ljubo Grizelj          | HDZ BiH |
| 2. | Grad Široki Brijeg |     | Široki Brijeg | 29.809       | 76,91   | 387,6       | 34          | Miro Kraljević         | HDZ BiH |
| 3. | Grad Ljubuški      |     | Ljubuški      | 29.521       | 100,86  | 292,7       | 35          | Vedran Markotić        | HDZ BiH |
| 4. | Općina Posušje     |     | Posušje       | 20.698       | 44,89   | 461,1       | 20          | Ante Begić             | HDZ BiH |

### Sarajevska županija
Sarajevska županija ima jedan grad i pet općina. Grad Sarajevo, međutim, ima četiri općine - Centar, Novi Grad, Novo Sarajevo i Stari Grad.
| #  | općina/grad   | grb | sjedište | stanovništvo | st./km2  | površinakm2 | brojnaselja | načelnik/gradonačelnik | stranka |
| -- | ------------- | --- | -------- | ------------ | -------- | ----------- | ----------- | ---------------------- | ------- |
| 1. | Grad Sarajevo |     | Sarajevo | 291.422      | 2.059,52 | 141,5       | 0           | Benjamina Karić        | SDP BiH |

| #  | općina/grad          | grb | sjedište      | stanovništvo | st./km2  | površinakm2 | brojnaselja | načelink/gradonačelnik | stranka |
| -- | -------------------- | --- | ------------- | ------------ | -------- | ----------- | ----------- | ---------------------- | ------- |
| 1. | Općina Centar        |     | Centar        | 59.238       | 1.795,09 | 33          | 6           | Srđan Mandić           | NS      |
| 2. | Općina Hadžići       |     | Hadžići       | 24.979       | 91,4     | 273,3       | 62          | Hamdo Ejubović         | SDA     |
| 3. | Općina Ilijaš        |     | Ilijaš        | 20.504       | 66,44    | 308,6       | 74          | Akif Fazlić            | SDA     |
| 4. | Općina Novi Grad     |     | Novi Grad     | 124.471      | 2.637,1  | 47,2        | 3           | Semir Efendić          | SBiH    |
| 5. | Općina Ilidža        |     | Ilidža        | 71.892       | 501,34   | 143,4       | 12          | Nermin Muzur           | NiP     |
| 6. | Općina Novo Sarajevo |     | Novo Sarajevo | 68.802       | 6.949,7  | 9,9         | 3           | Hasan Tanović          | SDP BiH |
| 7. | Općina Stari Grad    |     | Stari Grad    | 38.911       | 757,02   | 51,4        | 8           | Irfan Čengić           | SDP BiH |
| 8. | Općina Trnovo        |     | Trnovo        | 1.830        | 5,41     | 338,4       | 55          | Ibro Berilo            | SDA     |
| 9. | Općina Vogošća       |     | Vogošća       | 27.816       | 387,95   | 71,70       | 21          | Migdad Hasanović       | SDA     |

### Hercegbosanska županija
Hercegbosanska županija ima jedan grad i pet općina.
| #  | općina/grad             | grb | sjedište         | stanovništvo | st./km2 | površinakm2 | brojnaselja | načelnik/gradonačelnik | stranka |
| -- | ----------------------- | --- | ---------------- | ------------ | ------- | ----------- | ----------- | ---------------------- | ------- |
| 1. | Općina Bosansko Grahovo |     | Bosansko Grahovo | 3.091        | 3,96    | 780         | 35          | Uroš Đuran             | SNSD    |
| 2. | Općina Tomislavgrad     |     | Tomislavgrad     | 33.032       | 34,15   | 967,4       | 61          | Ivan Buntić            | HNP     |
| 3. | Općina Glamoč           |     | Glamoč           | 4.038        | 3,91    | 1.033,6     | 55          | Nebojša Radivojša      | SNSD    |
| 4. | Grad Livno              |     | Livno            | 37.487       | 37,71   | 994         | 59          | Darko Čondrić          | HDZ BiH |
| 5. | Općina Kupres           |     | Kupres           | 5.573        | 9,78    | 569,8       | 36          | Zdravko Mioč           | HDZ BiH |
| 6. | Općina Drvar            |     | Drvar            | 7.506        | 12,74   | 589,3       | 25          | Dušica Runić           | SNSD    |